# Ковальчук, Екатерина Павловна
Екатерина Павловна Ковальчук (укр. Катерина Павлівна Ковальчук; 5 декабря 1923 года, село Дубовичи — 12 марта 2006 года, там же) — свинарка колхоза имени Карла Маркса Кролевецкого района Сумской области, Украинская ССР. Герой Социалистического Труда (1966).

## Биография
Родилась в 1923 году в многодетной крестьянской семье в селе Дубовичи. В 1936 году окончила четыре класса начальной школы в родном селе. Потом работала в личном сельском хозяйстве. После освобождения села от немецких оккупантов с 1943 года трудилась в полеводческой бригаде местного колхоза. С 1946 года — свинарка колхоза имени Карла Маркса Кролевецкого района. Окончила зоотехнические курсы. В 1958 году за свою выдающуюся трудовую деятельность награждена Орденом Ленина.
В последующие годы, используя передовые методы ухода за свиньями, ежегодно показывала высокие трудовые результаты. Указом Президиума Верховного Совета СССР от 22 марта 1966 года «за достигнутые успехи в развитии животноводства, увеличении производства и заготовок мяса, молока, яиц, шерсти и другой продукции» удостоена звания Героя Социалистического Труда с вручением ордена Ленина и золотой медали «Серп и Молот».
За годы Девятой пятилетки (1971—1975) получила 3062 поросят. Средний опорос за пятилетку составил 25,8 молодняка на одну свиноматку.
Трижды участвовала во Всесоюзной выставке ВДНХ. Неоднократно избиралась депутатом Сумского областного, Кролевецкого районного и Дубовичского сельского советов народных депутатов и делегатом XXIII съезда Компартии Украины.
Работала в колхозе до выхода на пенсию в 1980 году. Проживала в родном селе, где скончалась в 2006 году.
Память
В селе Дубовичи на здании средней школы укреплена мемориальная табличка в честь Екатерины Ковальчук.

## Награды
- Герой Социалистического Труда
- Орден Ленина — дважды (1958, 1963)
- Орден Октябрьской Революции (1971)
- Орден «Знак Почёта» (1973)